# فرانك ساندرز
فرانك ساندرز (بالهولندية: Frank Sanders)‏ (و. 1946 – م) هو ممثل، ومخرج مسرحي، وكاتِب، وفنان ملاهي، من مملكة هولندا، ولد في أمستردام.

## روابط خارجية
- فرانك ساندرز على موقع IMDb (الإنجليزية)
- فرانك ساندرز على موقع ميوزك برينز (الإنجليزية)
- فرانك ساندرز على موقع قاعدة بيانات الفيلم (الإنجليزية)